# جيري كازاريان
جيري كازاريان (بالإنجليزية: Jerry Kazarian)‏ هو لاعب كرة قدم أمريكي في مركز الهجوم، ولد في 25 مارس 1954 في يريفان في أرمينيا. لعب مع سان خوزيه إيرث كويكس ولوس أنجلوس أزتكس.